# Iwt Hà Nội
Iwt Hà Nội là hội nghị toàn cầu về chống buôn bán trái phép các loài động vật và thực vật hoang dã được tổ chức tại Hà Nội, Việt Nam vào năm 2016. Hội nghị quy tụ các phái đoàn cấp cao các nước và những tổ chức bảo tồn thiên nhiên trên thế giới. Mục đích của hội nghị là đưa ra tuyên bố chung về bảo tồn và chống buôn bán động, thực vật hoang dã.
Đây là hội nghị Iwt thứ 3 được tổ chức, hai lần trước lần lượt được tổ chức tại Luân Đôn vào năm 2014 và Kasane vào năm 2015.

## Khái quát
Hội nghị quốc tế về chống buôn bán trái phép động vật và thực vật hoang dã (Illegal Wildlife Trade - IWT) được khởi xướng bởi Thái tử Anh Charles và Hoàng tử William.
Iwt Hà Nội 2016 (Hanoi Conference on Illegal Wildlife Trade) là hội nghị quốc tế được tổ chức tại Hà Nội do Bộ Nông nghiệp và Phát triển Nông thôn (NN&PTNT) chủ trì phối hợp với các bộ ngành liên quan.
Đây là hội nghị Iwt lần thứ 3 được tổ chức. Hội nghị lần thứ nhất được tổ chức tại London (Anh) năm 2014. Hội nghị Iwt lần thứ 2 diễn ra tại Kasane (Cộng hòa Botswana) năm 2015.
Mục đích chính của hội nghị Iwt Hà Nội 2016 là thông qua Tuyên bố Hà Nội về chống buôn bán trái phép động vật và thực vật hoang dã.
Theo Bộ NN&PTNT, tuyên bố này sẽ xác định việc săn bắt, nuôi nhốt và buôn bán động thực vật hoang dã trái pháp luật là phạm tội. Đồng thời, thống nhất nhận thức và phối hợp hành động chung để ngăn chặn tình trạng này.
Ngoài ra, hội nghị cũng đưa ra các giải pháp về thể chế, tăng cường thực thi pháp luật và chia sẻ thông tin. Hỗ trợ đẩy mạnh các chiến dịch tuyên truyền để nâng cao nhận thức của người dân về bảo tồn thiên nhiên và phát triển kinh tế bền vững.

### Phái đoàn và tổ chức tham dự
Các phái đoàn quốc gia và tổ chức tham gia Hội nghị Hà Nội 2016 bao gồm:
- 54 phái đoàn cấp cao của các quốc gia, trong đó có một số nguyên thủ quốc tế.[3]
- Phó Tổng thư ký Liên Hợp Quốc Yury Fedotov
- Tổng thư ký của cơ quan quản lý Công ước về Thương mại Quốc tế các loài động vật và thực vật hoang dã nguy cấp (CITES).
- Đại diện của các tổ chức bảo tồn thiên nhiên trên thế giới
- Hoàng tử William - Người khởi xướng Hội nghị Iwt.[4] Ông cũng là Chủ tịch của United for Wildlife - dự án liên kết giữa 7 tổ chức bảo tồn động vật hoang dã lớn nhất trên thế giới dưới sự chủ trì của  Quỹ từ thiện của Hoàng gia Anh.
- Phái đoàn chủ nhà Việt Nam có sự tham gia của Thứ trưởng Bộ NN&PTNT Hà Công Tuấn và Phó chủ tịch nước Đặng Thị Ngọc Thịnh.
- Một số tổ chức phi chính phủ khác.

Ngoài ra, Hội nghị Iwt 2016 còn thu hút sự tham gia của rất nhiều cơ quan thông tấn báo chí trong và ngoài nước.

### Hoạt động chính
Địa điểm diễn ra Hội nghị: Tòa nhà Lotte Center, số 54 Liễu Giai, Ba Đình, Hà Nội.
Thời gian diễn ra Hội nghị Hà Nội Iwt 2016 trong 2 ngày là 17 và 18 tháng 11 năm 2016 với lịch trình:
- Ngày 17/11: Khai mạc Hội nghị, phát biểu của Nguyên thủ nước chủ nhà Việt Nam, phát biểu của Hoàng tử William[6] và một số khách mời danh dự. Tổ chức hội nghị toàn thể dưới sự chủ trì của Bộ trưởng Bộ NN&PTNT. Báo cáo về kết quả thực hiện Tuyên bố London, Tuyên bố Kasne và những vấn đề về bảo vệ động vật, thực vật hoang dã.
- Ngày 18/11: Diễn ra cuộc họp triển khai tuyên bố Hà Nội. Các tổ chức và đoàn thể sẽ thảo luận về kế hoạch hành động và thống nhất những giải pháp để thực hiện Tuyên bố Hà Nội một cách cụ thể nhất.

Trong thời gian diễn ra Hội nghị Iwt Hà Nội 2016, Bộ NN&PTNT Việt Nam sẽ tổ chức các buổi tọa đàm cấp cao về cắt giảm lượng khí thải nhà kính, hạn chế tình trạng chặt phá, thu hẹp diện tích rừng ở Việt Nam (REDD+). Đồng thời, đưa ra các cam kết và tầm nhìn để thực hiện REDD+.
Ngoài ra, trong khuôn khổ của Hội nghị cũng diễn ra triển lãm về bảo tồn, chống buôn bán động vật, thực vật hoang dã trái pháp luật.